# 1-十三腈
1-十三腈是一种腈类有机物，化学式为C13H25N。它可由1-溴十二烷和氰化钠反应制得，或由正十三胺、乙酸铵和碘反应得到。它的催化氢化反应会得到正十三胺。